# Maqqef
Maqqef oder Makkef hebräisch מַקֵּף „verbindend“ ist ein Bindestrich in der hebräischen Schrift, der zwei oder mehr Wörter eng zusammenschließt. Die verbundenen Wörter verlieren ihre betonten Silben zugunsten eines gemeinsamen Haupttons für die gesamte Wortgruppe. Das Zeichen wird in vokalisierten und akzentuierten Bibeltexten verwendet und spielt nicht nur bei der Kantillation eine Rolle.

## Zeichen
| Maqqef                     | Maqqef | Maqqef           | Maqqef | Maqqef |
| -------------------------- | ------ | ---------------- | ------ | ------ |
| \| מַקֵּף \| ־ \| כָּל־אָדָם \|   |        |                  |        |        |
| Biblische Betonungszeichen |        |                  |        |        |
| Sof pasuq                  | ֽ ׃     |                  | Paseq  | ׀      |
| Etnachta                   | ֑       | Segol            | ֒       |        |
| Schalschelet               | ֓       | Zaqef qaton      | ֔       |        |
| Zakef gadol                | ֕       | Tipcha           | ֖       |        |
| Rewia                      | ֗       | Zinnorit         | ֘       |        |
| Paschta                    | ֙       | Jetiw            | ֚       |        |
| Tewir                      | ֛       | Geresch          | ֜       |        |
| Geresch muqdam             | ֝       | Gerschajim       | ֞       |        |
| Qarne para                 | ֟       | Telischa gedola  | ֠       |        |
| Pazer                      | ֡       | Atnach hafuch    | ֢       |        |
| Munach                     | ֣       | Mahpach          | ֤       |        |
| Mercha                     | ֥       | Mercha kefula    | ֦       |        |
| Darga                      | ֧       | Qadma            | ֨       |        |
| Telischa qetanna           | ֩       | Jerach ben jomo  | ֪       |        |
| Ole we-Jored               | ֫ ֥      | Illuj            | ֬       |        |
| Dechi                      | ֭       | Zarqa            | ֮       |        |
| Rewia gadol                | ֗       | Rewia mugrasch   | ֜ ֗      |        |
| Rewia qaton                | ֗       | Mahpach legarmeh | ֤ ׀     |        |
| Azla legarmeh              | ֨ ׀     | Kadma we-asla    | ֨ ֜      |        |
| Maqqef                     | ־      | Meteg            | ֽ       |        |
| מַקֵּף                        | ־      | כָּל־אָדָם           |        |        |

Das Zeichen Maqqef ist ein waagerechter Strich zwischen zwei Wörtern auf Höhe des oberen Rands der Buchstaben. Manchmal wird Maqqef durch einen konjunktiven Akzent auf demselben Wort ersetzt und umgekehrt.

## Verwendung
Bestimmte einsilbige Präpositionen und Konjunktionen wie אִם־ (wenn/ob) מִן־ (aus), פֶּן־ (damit), אֶל־ (um), עַד־ (bis), עַל־ (auf), עִם־ (mit) und die Nota accusativi אֶת־ werden häufig mit einem folgenden Maqqef dargestellt. Beispiele sind כָּל־אָדָ֫ם (jeder Mann/alle Menschen), אֶת־כָּל־עֵ֫שֶׂב (jedes Kraut), אֶת־כָּל־אֲשֶׁר־לוֹ (alles, was er hatte). Dieses gilt jedoch nicht, wenn sie mit Präfixen kombiniert werden, z. B. מֵעַל, מֵעִם, in diesen Fällen folgt kein Maqqef. Wenn einsilbige Wörter auf längere Wörter folgen, werden diese durch Maqqef verbunden. Es können auch mehrsilbige Wörter miteinander verbunden werden z. B. שִׁבְעָֽה־עָשָׂר.
Der Wortverbund mehrerer Worte durch Maqqef wird bei der Kantillation wie ein einziges Wort behandelt. Die Regeln für die Setzung von Maqqef sind im hebräischen Bibeltext nicht konsequent durchgeführt. Häufig erscheint auf einer Wortgruppe mit Maqqef zusätzlich zum Hauptakzent ein Meteg, das eine untergeordnete Betonung anzeigt. In der Funktion ist Maqqef einem Bindestrich in den lateinischen Schriftsystemen vergleichbar.